# Grupo Bryndis
Grupo Bryndis est un groupe musical mexicain originaire de Cerritos. Fondé à Santa Paula, Californie en 1983 par Mauro Posadas, le groupe a obtenu un Latin Grammy Award en 2007 pour l'album Sólo pienso en ti . Il œuvre dans les sous-genres cumbia mexicaine, tecnocumbia et grupera,,.

## Membres
Les membres du groupe Grupo Bryndis sont : Mauro Posadas, auteur-compositeur et leader (guitare) ; Gerardo Izaguirre (guitare basse); Claudio Montano (claviers); Mauro Posadas Jr. (batterie) ; Andy Zuniga (percussions et chanteur principal).
En mars 2010, le chanteur Guadalupe Guevara et le batteur Juan Guevara ont quitté le groupe en raison de désaccords avec les autres membres. En avril 2010, le groupe a accueilli à nouveau son chanteur principal d'origine, Tony Solís. Le groupe a également accueilli Mauro Posadas Jr. à la batterie. En février 2012, le groupe accueille Andy Zuniga aux percussions électriques et aux chœurs. Tony Solís et Freddy Solís ont quitté le groupe vers la fin de 2012. Depuis fin 2013, Zuniga est le chanteur principal du groupe.

## Discographie
- Alma Vacía (1986) - avec Tony Solís
- Atrás De Mí Ventana (1987)
- Hola (1988) - dernier album avec Tony Solís
- Me Vas a Extrañar (1989) - premier album sur le label Fonodiaz avec comme chanteur Guadalupe Guevara
- Me Haces Falta (1990)
- Aún Te Amo (1991)
- 15 Hits Romance Sin Límite (1992) - premier album sur Disa
- A Su Salud (1992)
- Por El Amor (1993) - gold status in 1994.
- Poemas (1994)
- Tu Amor Secreto  (1995)
- Mi Verdadero Amor  (1996)
- Poemas, Vol. 2 (1996)
- Así Es El Amor (1997)
- Un juego de Amor (1998)
- Por el Pasado (2000)
- En El Idioma del Amor (2001)
- Nuestros Éxitos con Trío (2002)
- Memorias (2003)
- El Quinto Trago (2004)
- En Vivo Gira México 2005 (2005)
- Por Muchas Razones Te Quiero (2005) #79 US (2005)
- Recordándote (2006)
- 20 Reales Super Éxitos (2006})
- Más Que Románticos (2006)
- 15 Inolvidables de Siempre (2007)
- 15 Grandes: El Inicio de una Historia (2007)
- Solo Pienso En Ti (2007) - dernier album sur Disa - vainqueur du Latin Grammy Award
- La Magía de Tu Amor (2008) - premier album sur EMI et dernier album avec Guadalupe Guevara
- Más Allá del Tiempo y La Distancia (2010) - retour de Tony Solís
- Huele a Peligro (2012) - dernier album avec Tony Solís
- Adicto a Ti (2014) - premier album sur Fonovisa et avec Andy Zuniga
- A Nuestro Estilo (2016)
- 30 Años Cantandole Al Amor (2018)
- Por Qúe? (2020)